# Тутура (село)
Тутура — село в Жигаловском районе Иркутской области России. Административный центр Тутурского сельского поселения.

## География
Находится на левом берегу реки Тутура, вблизи места впадения её в Лену, примерно в 1,5 км к юго-востоку от районного центра, посёлка Жигалово, на высоте 418 метров над уровнем моря.

## Этимология
Существуют три гипотезы происхождения названия самого старинного села Жигаловского района. Согласно первой, село обязано своим именем реке Тутуре, на месте её слияния с Леной и был поставлен Петром Бекетовым острог. По второй версии, казаки-первопроходцы, увидев подходящее место для строительства крепости, кричали «Тут! Ура!». Но сами жители Тутуры предпочитают версию, по которой «тутура» – это видоизмененное эвенкийское слово, в переводе значащее «у стопы горы».

## История
Тутура – самое старинное село Жигаловского района. Началось оно с острога, основанного в 1632 году одним из отрядов енисейского сотника Петра Бекетова для защиты киренских тунгусов от нападения бурят. В 1656 году Тутура стала слободой, а в 1723-м – волостным центром. В Тутурскую волость входило 19 деревень.

## Население
| 2002 | 2010 | 2011 | 2012 |
| ---- | ---- | ---- | ---- |
| 285  | ↘239 | ↘237 | ↘230 |

По данным Всероссийской переписи, в 2010 году численность населения села составляла 239 человек (107 мужчин и 132 женщины).

## Улицы
Уличная сеть села состоит из 3 улиц и 1 переулка.

## Известные уроженцы
- Илькаев, Радий Иванович (род. 1938) — советский и российский физик, академик РАН.
- Кожов, Михаил Михайлович (1890—1968) — советский зоолог и эколог, доктор биологических наук, профессор.